# Rémy (Pas-de-Calais)
Ne doit pas être confondu avec Remy (Oise).
Pour les articles homonymes, voir Rémy (homonymie).
Rémy est une commune française située dans le département du Pas-de-Calais en région Hauts-de-France. Ses habitants sont appelés les Rémynois. La commune est membre de la communauté de communes Osartis Marquion.

## Géographie

### Localisation
Localisée dans le sud-est du département du Pas-de-Calais, Rémy est une commune rurale, dans la vallée de la Sensée, située, à vol d'oiseau, à 10 km au sud-ouest de la commune de Brebières et à 13 km au sud-est de la commune d’Arras (aire d'attraction, chef-lieu d'arrondissement et préfecture du Pas-de-Calais).
Le territoire de la commune est limitrophe de ceux de cinq communes.
Les communes limitrophes sont Boiry-Notre-Dame, Éterpigny, Haucourt, Sailly-en-Ostrevent et Vis-en-Artois.

### Géologie et relief
La superficie de la commune est de 3,59 km2 ; son altitude varie de 42  à   71 m.

### Hydrographie

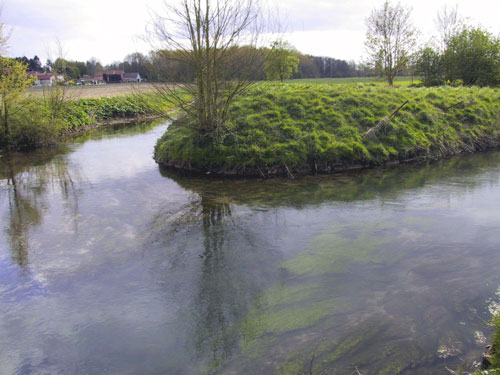
La Sensée.

La commune, située dans le bassin Artois-Picardie, est drainée par cinq cours d'eau :
- la rivière la Sensée, d'une longueur de 27,07 km, qui prend sa source dans la commune de Saint-Léger et se jette dans le canal du Nord au niveau de la commune d'Arleux[4] ;

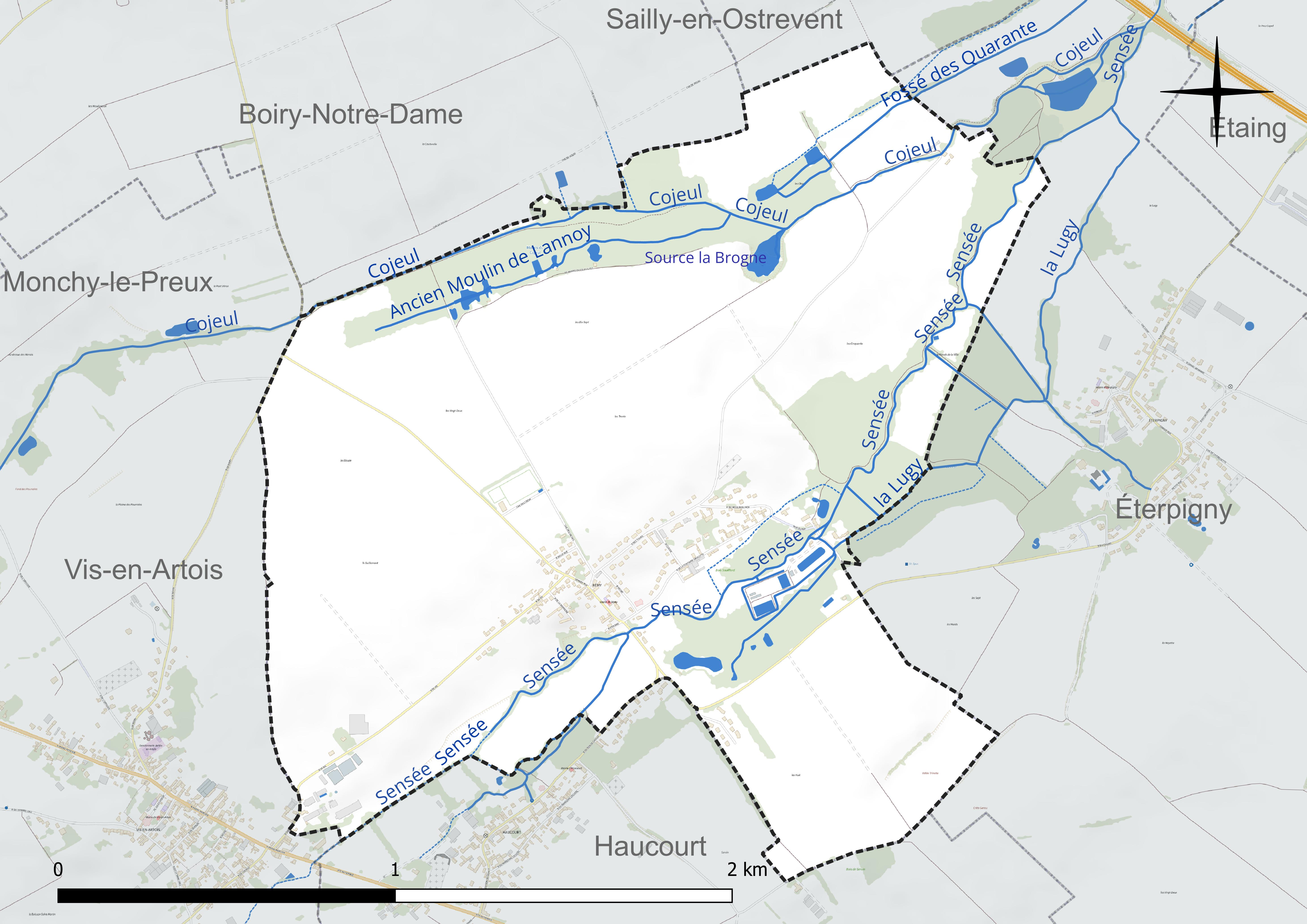
Réseau hydrographique de Rémy.

- le Cojeul, d'une longueur de 25 km, qui prend sa source dans la commune de Douchy-lès-Ayette et se jette dans la Sensée au niveau de la commune d'Éterpigny[5] ;
- le ruisseau la Lugy, d'une longueur de 1,63 km qui prend sa source dans la commune d'Éterpigny et se jette dans la Sensée au niveau de la commune d'Éterpigny[6] ;
- le fossé des quarante, d'une longueur de 1,45 km, qui prend sa source dans la commune et finit sa course dans la commune d'Étaing[7] ;
- l'ancien Moulin de Lannoy, d'une longueur de 1,15 km qui prend sa source dans la commune et se jette dans le Cojeul au niveau de la commune[8].

### Paysages
Pour un article plus général, voir Paysage en France.
La commune est située dans le paysage régional des grands plateaux artésiens et cambrésiens tel que défini dans l’atlas des paysages de la région Nord-Pas-de-Calais, conçu par la direction régionale de l'Environnement, de l'Aménagement et du Logement (DREAL),. Ce paysage régional, qui concerne 238 communes, est dominé par les « grandes cultures » de céréales et de betteraves industrielles qui représentent 70 % de la surface agricole utilisée (SAU).

### Climat
Pour des articles plus généraux, voir Climat des Hauts-de-France et Climat du Nord-Pas-de-Calais.
En 2010, le climat de la commune est de type climat océanique dégradé des plaines du Centre et du Nord, selon une étude du Centre national de la recherche scientifique (CNRS) s'appuyant sur une série de données couvrant la période 1971-2000. En 2020, Météo-France publie une typologie des climats de la France métropolitaine dans laquelle la commune est exposée à un climat océanique et est dans la région climatique Nord-est du bassin Parisien, caractérisée par un ensoleillement médiocre, une pluviométrie moyenne régulièrement répartie au cours de l’année et un hiver froid (3 °C).
Pour la période 1971-2000, la température annuelle moyenne est de 10,4 °C, avec une amplitude thermique annuelle de 14,6 °C. Le cumul annuel moyen de précipitations est de 712 mm, avec 12,1 jours de précipitations en janvier et 8,8 jours en juillet. Pour la période 1991-2020, la température moyenne annuelle observée sur la station météorologique la plus proche, située sur la commune de Wancourt à 6 km à vol d'oiseau, est de 10,8 °C et le cumul annuel moyen de précipitations est de 711,4 mm,. Pour l'avenir, les paramètres climatiques de la commune estimés pour 2050 selon différents scénarios d'émission de gaz à effet de serre sont consultables sur un site dédié publié par Météo-France en novembre 2022.

### Milieux naturels et biodiversité

#### Zone naturelle d'intérêt écologique, faunistique et floristique
L’inventaire des zones naturelles d'intérêt écologique, faunistique et floristique (ZNIEFF) a pour objectif de réaliser une couverture des zones les plus intéressantes sur le plan écologique, essentiellement dans la perspective d’améliorer la connaissance du patrimoine naturel national et de fournir aux différents décideurs un outil d’aide à la prise en compte de l’environnement dans l’aménagement du territoire.
Le territoire communal comprend une ZNIEFF de type 2 : le complexe écologique de la vallée de la Sensée. Cette ZNIEFF s’étend sur plus de 20 kilomètres depuis les communes de Rémy et Haucourt jusqu’à la confluence de la rivière canalisée avec l’Escaut. Elle forme une longue dépression à fond tourbeux, creusée entre des plateaux aux larges ondulations ; Ostrevent au Nord, bas-Artois au Sud et Cambrésis à l’Est.

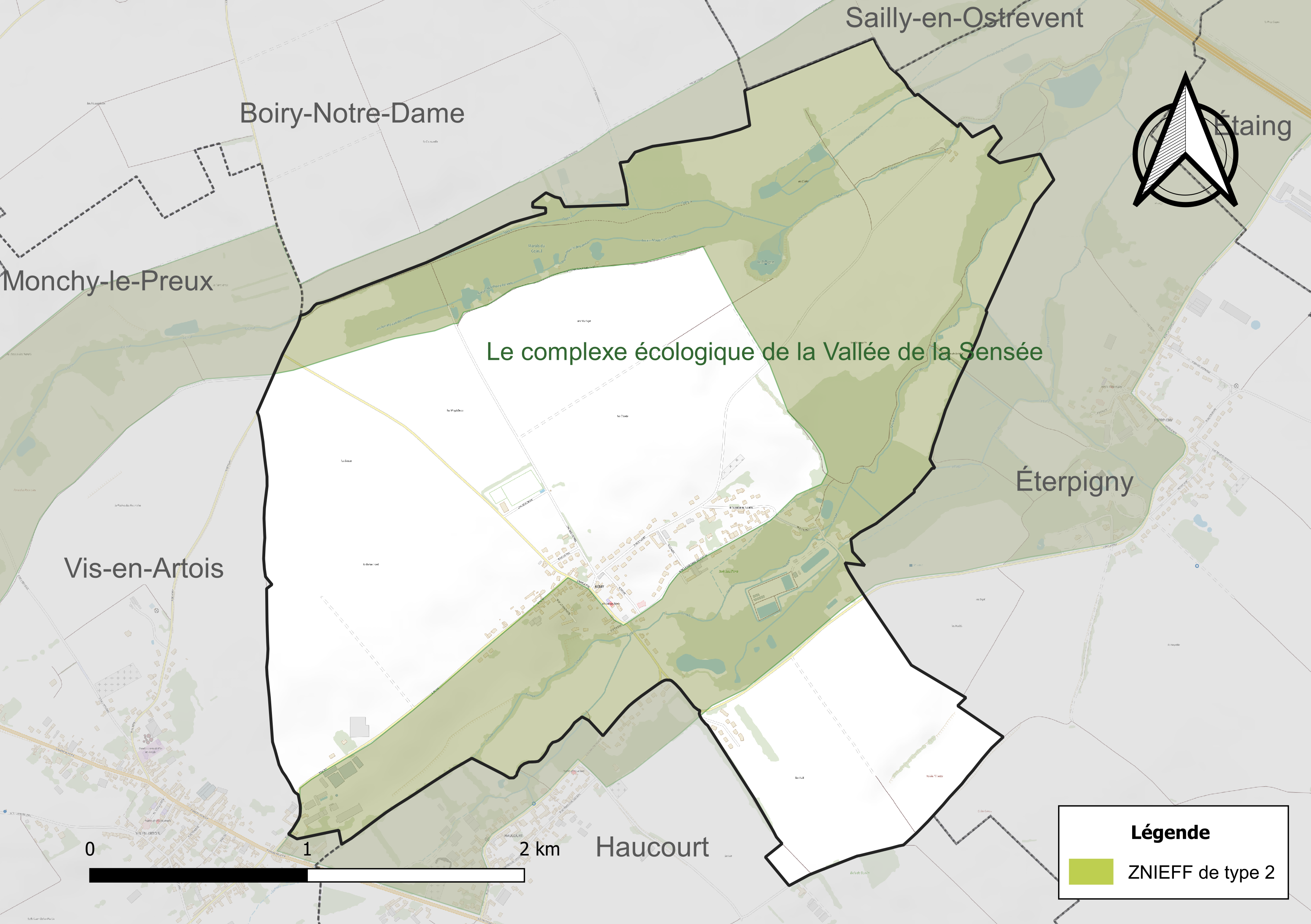
Carte de la ZNIEFF sur la commune.

#### Espèces faunistiques et floristiques
L’Inventaire national du patrimoine naturel (INPN) recense plusieurs espèces faunistiques et floristiques sur le territoire de la commune dont certaines sont protégées et d’autres menacées et quasi-menacées.

## Urbanisme

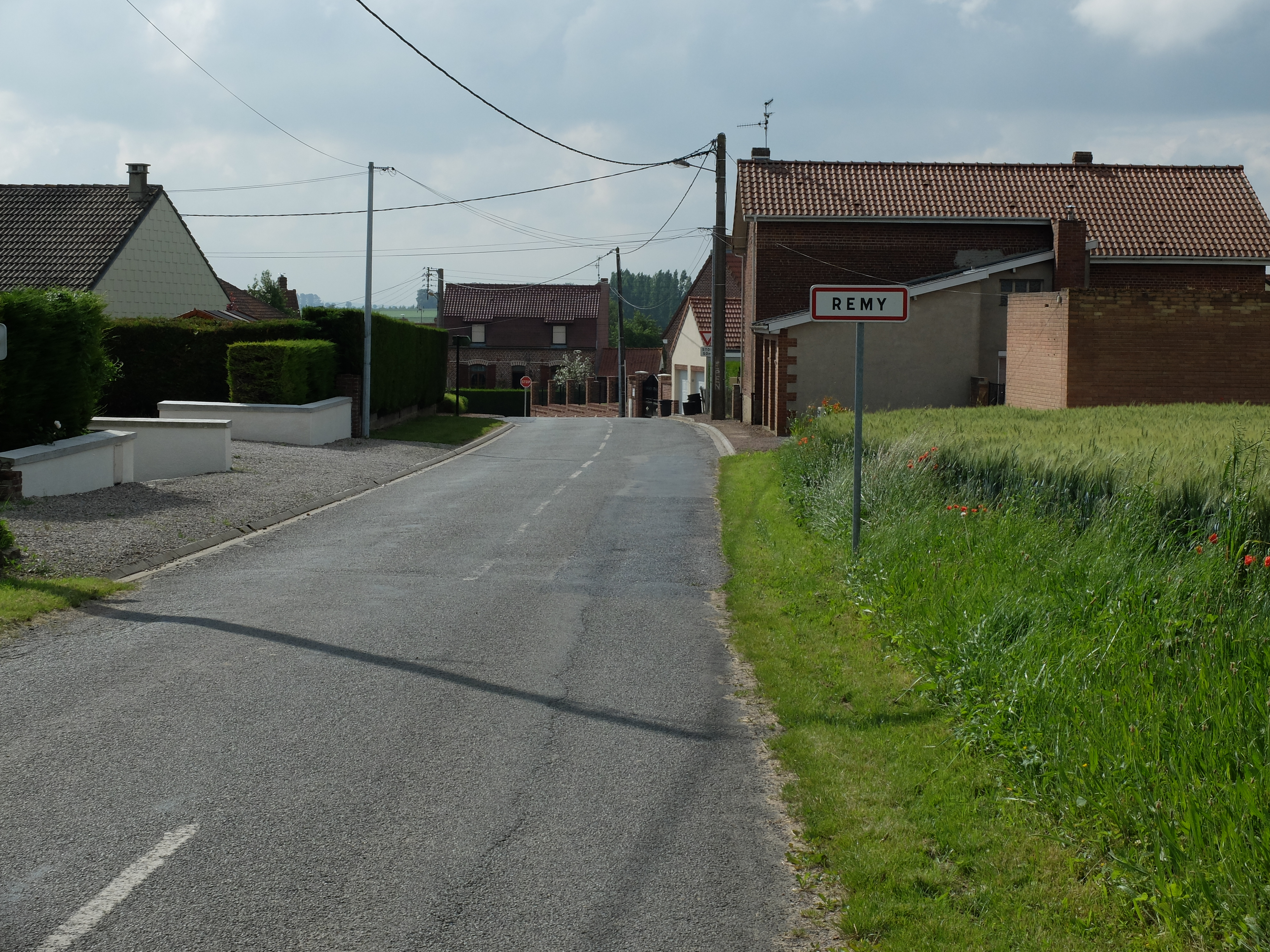
Une entrée de la commune.

### Typologie
Au 1er janvier 2024, Rémy est catégorisée bourg rural, selon la nouvelle grille communale de densité à sept niveaux définie par l'Insee en 2022.
Elle est située hors unité urbaine. Par ailleurs la commune fait partie de l'aire d'attraction d'Arras, dont elle est une commune de la couronne,. Cette aire, qui regroupe 163 communes, est catégorisée dans les aires de 50 000 à moins de 200 000 habitants,.

### Occupation des sols
L'occupation des sols de la commune, telle qu'elle ressort de la base de données européenne d’occupation biophysique des sols Corine Land Cover (CLC), est marquée par l'importance des territoires agricoles (72 % en 2018), en diminution par rapport à 1990 (80,3 %). La répartition détaillée en 2018 est la suivante : 
terres arables (66,8 %), forêts (16,7 %), zones urbanisées (9,7 %), prairies (5,2 %), milieux à végétation arbustive et/ou herbacée (1,6 %). L'évolution de l’occupation des sols de la commune et de ses infrastructures peut être observée sur les différentes représentations cartographiques du territoire : la carte de Cassini (XVIIIe siècle), la carte d'état-major (1820-1866) et les cartes ou photos aériennes de l'IGN pour la période actuelle (1950 à aujourd'hui).

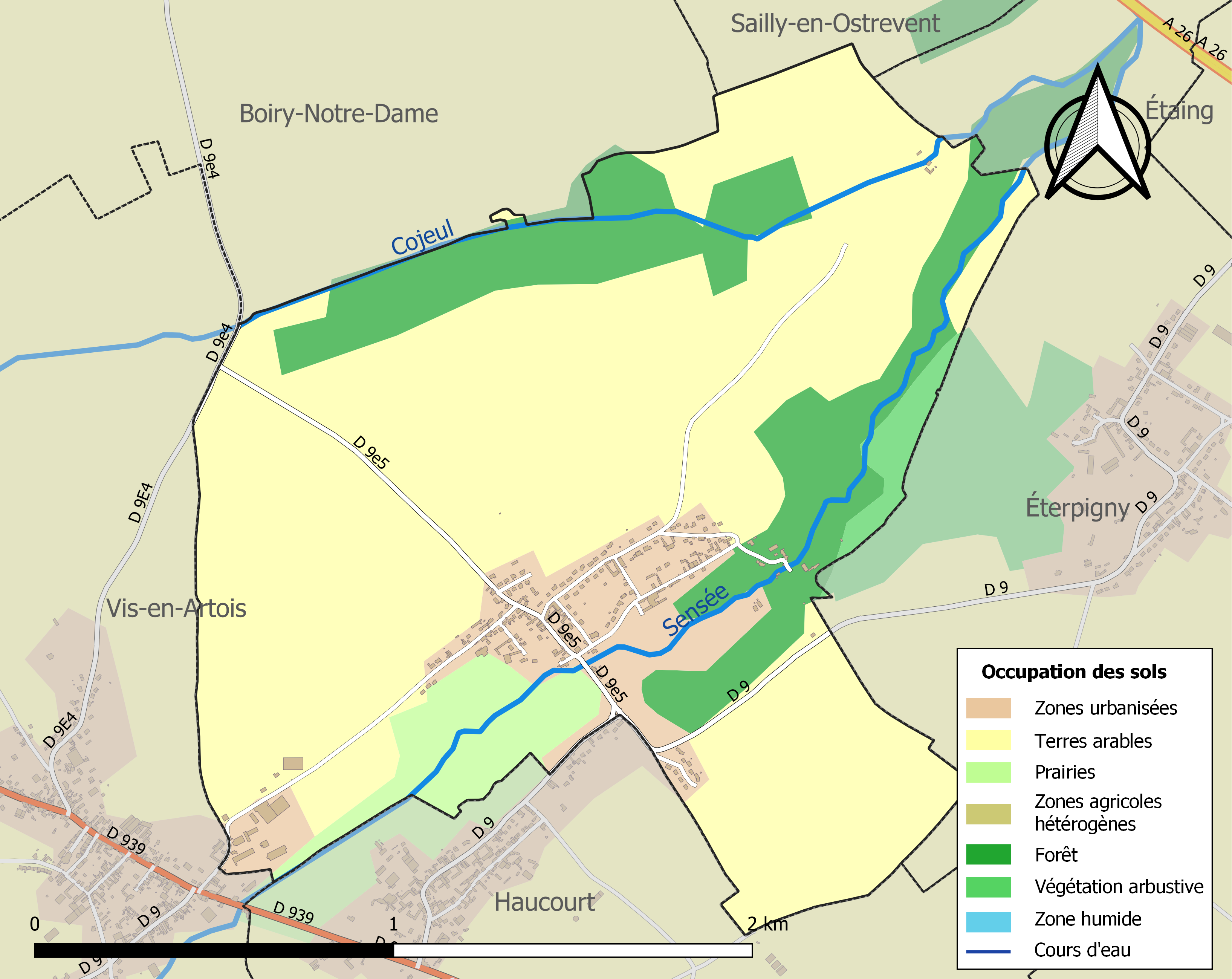
Carte des infrastructures et de l'occupation des sols de la commune en 2018 (CLC).

## Toponymie
Le nom de la localité est attesté sous les formes Remis en 1096 ; Remi, Remmi en 1098 ; Remit en 1102 ; Remmy en 1169 ; Remmis villa au XIIe siècle ; Remiacum, Remigiacum en 1269 ; Remy en 1331 ; Remy en 1793 ; Remy et Rémy depuis 1801.

## Histoire
Avant la Révolution française, Rémy est le siège d'une seigneurie. En 1719, cette seigneurie est érigée en baronnie.
Ernest Ferdinand de la Torre Butteron Muxica est en 1719 marié à Caroline Hippolyte d'Aoust, dame de Rémy et Beaurepaire. En mai 1719, à Paris, la terre de Rémy est érigée en baronnie au bénéfice du couple avec permission de porter une couronne de comte. La terre ne pourra être démembrée ni partagée qu'aux cas de la coutume locale. Caroline Hippolyte d'Aoust a reçu la terre de Rémy en héritage de son oncle. Son mari a servi le roi en qualité de lieutenant aide-major, de capitaine, de major, de lieutenant-colonel du régiment d'Izenghien pendant 35 ans, dans les guerres du roi (Catalogne, Irlande, Piémont, Allemagne, Flandre). Il a reçu plusieurs blessures qui ne lui permettent plus de continuer son service. Il est issu d'ancienne noblesse d'Artois, fils de Juan de la Torre, gouverneur de Diert, et de Barbe Thérèse de Haynin. Il est petit-fils de Ochoa Gomez de la Torre, chevalier de Saint-Jacques (Ordre de Santiago), chevalier du conseil de guerre du roi catholique (roi d'Espagne), commissaire général de sa cavalerie en Flandre, époux de dame de Billehé.
D'après l'historien français Auguste de Loisne : « Rémy, en 1789, faisait partie de la gouvernance d'Arras et suivait la coutume d'Artois. Son église paroissiale, diocèse d'Arras, doyenné de Croisilles, district de Fampoux, était consacrée à saint Léger ; l'abbé de Saint-Vaast présentait à la cure. »

### Première Guerre mondiale
La commune est décorée de la croix de guerre 1914-1918 par décret du 23 septembre 1920, distinction également attribuée à 276 autres communes du Pas-de-Calais.

## Politique et administration

### Découpage territorial
La commune se trouve dans l'arrondissement d'Arras du département du Pas-de-Calais.

#### Commune et intercommunalités
La commune est membre de la communauté de communes Osartis Marquion qui regroupe 49 communes et totalise 42 651 habitants en 2021.

#### Circonscriptions administratives
La commune est rattachée au canton de Brebières.

#### Circonscriptions électorales
Pour l'élection des députés, la commune fait partie de la première circonscription du Pas-de-Calais.

### Élections municipales et communautaires

#### Liste des maires
| Période                                  | Période                    | Identité           | Étiquette | Qualité                                                                        |
| ---------------------------------------- | -------------------------- | ------------------ | --------- | ------------------------------------------------------------------------------ |
| Les données manquantes sont à compléter. |                            |                    |           |                                                                                |
| mars 2001                                | 2008                       | Christian Santerne |           |                                                                                |
| mars 2008                                | En cours (au 3 avril 2022) | Annick Danel       |           | Agricultrice Réélue pour le mandat 2014-2020, Réélue pour le mandat 2020-2026, |

## Population et société

### Démographie
Les habitants sont appelés les Rémynois.

#### Évolution démographique
L'évolution du nombre d'habitants est connue à travers les recensements de la population effectués dans la commune depuis 1793. Pour les communes de moins de 10 000 habitants, une enquête de recensement portant sur toute la population est réalisée tous les cinq ans, les populations de référence des années intermédiaires étant quant à elles estimées par interpolation ou extrapolation. Pour la commune, le premier recensement exhaustif entrant dans le cadre du nouveau dispositif a été réalisé en 2005.

En 2022, la commune comptait 386 habitants, en évolution de +0,78 % par rapport à 2016 (Pas-de-Calais : −0,72 %, France hors Mayotte : +2,11 %).
| 1793 | 1800 | 1806 | 1821 | 1831 | 1836 | 1841 | 1846 | 1851 |
| ---- | ---- | ---- | ---- | ---- | ---- | ---- | ---- | ---- |
| 284  | 309  | 340  | 390  | 427  | 423  | 412  | 392  | 381  |

| 1856 | 1861 | 1866 | 1872 | 1876 | 1881 | 1886 | 1891 | 1896 |
| ---- | ---- | ---- | ---- | ---- | ---- | ---- | ---- | ---- |
| 354  | 353  | 373  | 362  | 335  | 355  | 348  | 324  | 296  |

| 1901 | 1906 | 1911 | 1921 | 1926 | 1931 | 1936 | 1946 | 1954 |
| ---- | ---- | ---- | ---- | ---- | ---- | ---- | ---- | ---- |
| 260  | 250  | 252  | 140  | 170  | 171  | 162  | 163  | 160  |

| 1962 | 1968 | 1975 | 1982 | 1990 | 1999 | 2005 | 2006 | 2010 |
| ---- | ---- | ---- | ---- | ---- | ---- | ---- | ---- | ---- |
| 176  | 151  | 178  | 213  | 254  | 265  | 245  | 246  | 284  |

| 2015 | 2020 | 2022 | - | - | - | - | - | - |
| ---- | ---- | ---- | - | - | - | - | - | - |
| 360  | 378  | 386  | - | - | - | - | - | - |

#### Pyramide des âges
En 2018, le taux de personnes d'un âge inférieur à 30 ans s'élève à 37,1 %, soit au-dessus de la moyenne départementale (36,7 %). À l'inverse, le taux de personnes d'âge supérieur à 60 ans est de 21,7 % la même année, alors qu'il est de 24,9 % au niveau départemental.
En 2018, la commune comptait 201 hommes pour 188 femmes, soit un taux de 51,67 % d'hommes, largement supérieur au taux départemental (48,50 %).
Les pyramides des âges de la commune et du département s'établissent comme suit.
| Hommes | Classe d’âge | Femmes |
| ------ | ------------ | ------ |
| 0,0    | 90 ou +      | 0,5    |
| 3,6    | 75-89 ans    | 4,4    |
| 14,9   | 60-74 ans    | 20,2   |
| 16,4   | 45-59 ans    | 16,4   |
| 24,1   | 30-44 ans    | 25,7   |
| 12,8   | 15-29 ans    | 11,5   |
| 28,2   | 0-14 ans     | 21,3   |

| Hommes | Classe d’âge | Femmes |
| ------ | ------------ | ------ |
| 0,5    | 90 ou +      | 1,6    |
| 5,6    | 75-89 ans    | 8,9    |
| 16,7   | 60-74 ans    | 18,1   |
| 20,2   | 45-59 ans    | 19,2   |
| 18,9   | 30-44 ans    | 18,1   |
| 18,2   | 15-29 ans    | 16,2   |
| 19,9   | 0-14 ans     | 17,9   |

## Culture locale et patrimoine

### Lieux et monuments
- L'église Saint-Léger.
- Le monument aux morts, surmonté d’un Poilu[34].

### Héraldique
| Blason de Rémy | Blason  | D'argent à trois merlettes de gueules. Ornements extérieursCroix de guerre 1914-1918 |
| Blason de Rémy | Détails | Le statut officiel du blason reste à déterminer.                                     |

## Pour approfondir

#### Bases de données, dictionnaires et encyclopédies
- Ressources relatives à la géographie :   - Insee (communes)
  - Ldh/EHESS/Cassini
- Ressource relative à plusieurs domaines :   - Annuaire du service public français
- Notices d'autorité :   - BnF (données)